# Qareh Kalak
Qareh Kalak (persiska: قره کلک) är en ort i Iran.   Den ligger i provinsen Östazarbaijan, i den nordvästra delen av landet, 500 km väster om huvudstaden Teheran. Qareh Kalak ligger 1 947 meter över havet och antalet invånare är 466.
Terrängen runt Qareh Kalak är huvudsakligen kuperad, men den allra närmaste omgivningen är platt.Runt Qareh Kalak är det ganska glesbefolkat, med 22 invånare per kvadratkilometer. Närmaste större samhälle är Gol Akhor, 19,0 km norr om Qareh Kalak. Trakten runt Qareh Kalak består i huvudsak av gräsmarker.